# 萬蒂奇山 (彭內爾海岸)
73°33′S 162°27′E / 73.550°S 162.450°E
萬蒂奇山是南極洲的山峰，位於維多利亞地的彭內爾海岸，處於坎貝爾冰川和雷尼克冰川匯流處附近，由新西蘭探險隊命名，現時由南極條約體系管理。